# N,N,5-三甲基色胺
5,N,N-三甲基色胺（英語：5,N,N-trimethyltryptamine，也称为5-甲基二甲基色胺，5-methyl-DMT，缩写5-TMT）是一种色胺衍生物，分子式C13H18N2，可作为迷幻药物，最初由E·H·杨在1958年合成。